# Tomaspis stygia
Tomaspis stygia är en insektsart som beskrevs av Fowler 1897. Tomaspis stygia ingår i släktet Tomaspis och familjen spottstritar. Inga underarter finns listade i Catalogue of Life.